# هنریک ویچورک
هنریک ویچورک (لهستانی: Henryk Wieczorek؛ زادهٔ ۱۴ دسامبر ۱۹۴۹) بازیکن فوتبال اهل لهستان بود.
از باشگاه‌هایی که در آن بازی کرده‌است می‌توان به باشگاه فوتبال گورنیک زابژه، باشگاه فوتبال روخ خوژوف، و باشگاه فوتبال اوسر اشاره کرد.
وی به‌همراه تیم ملی فوتبال لهستان به مقام نایب قهرمانی بازی‌های المپیک تابستانی ۱۹۷۶ رسیده‌است.